# Фонтанна арматура

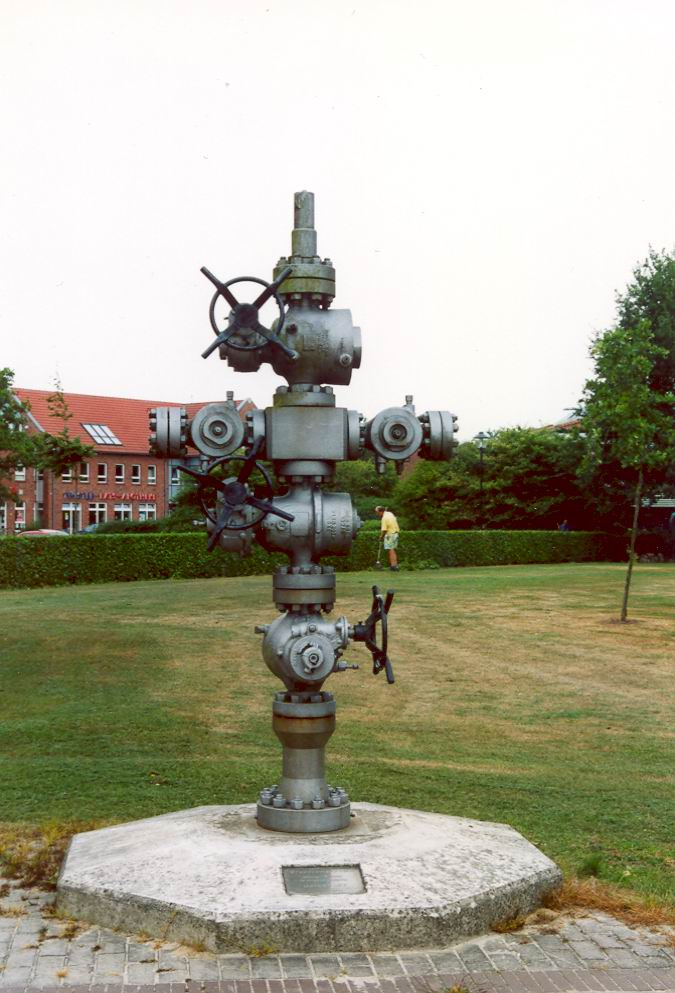
Мал. 2. Ялинка фонтанна — елемент фонтанної арматури. Початок ХХІ ст.

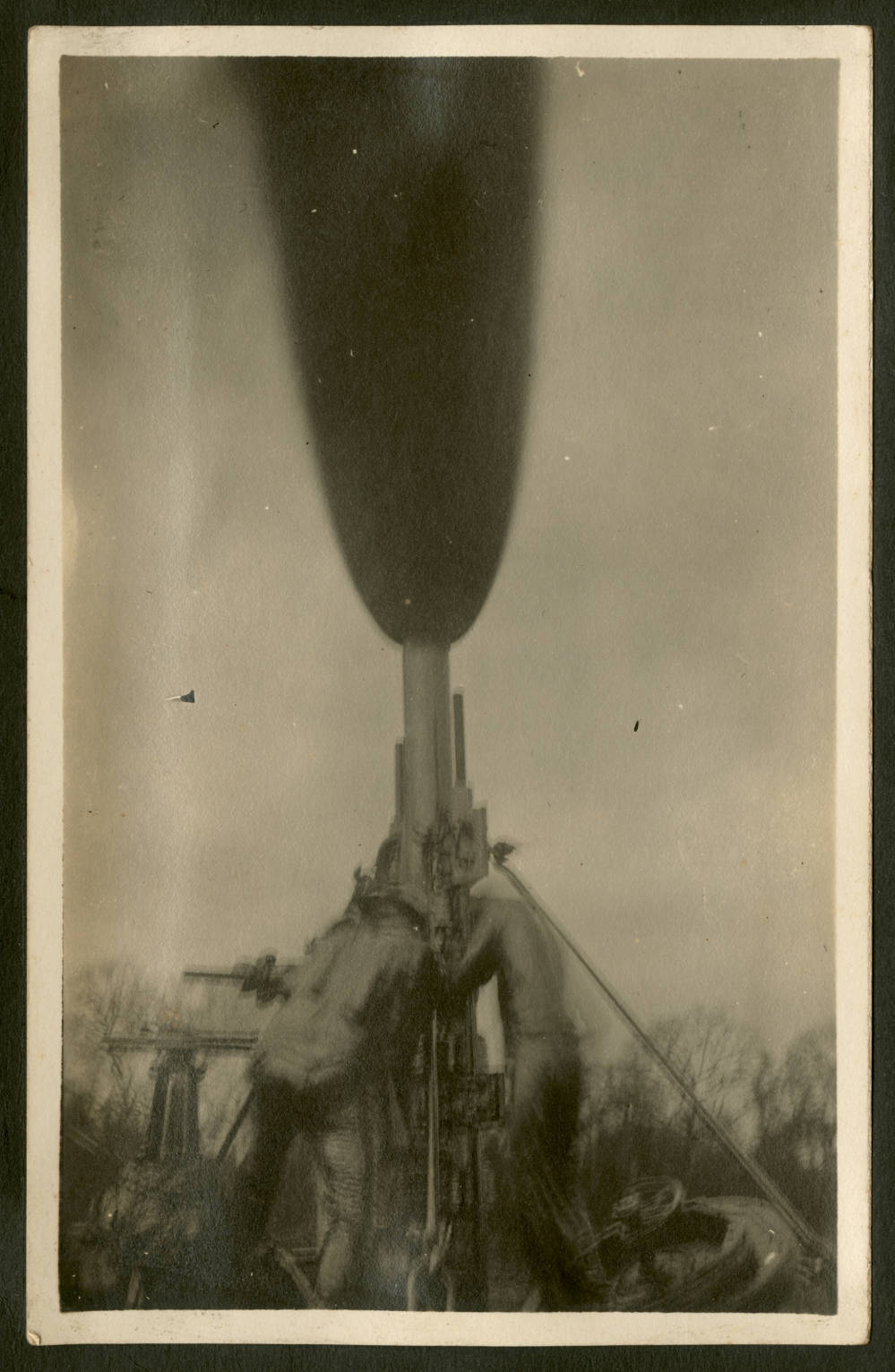
Мал. 1. Фонтанна арматура початку ХХ ст.

Мал. 3. Типові схеми фонтанної арматури: 1 — манометр; 2 — вентиль; 3 — буферний фланець під манометр; 4 — запірний пристрій; 5 — трійник; 6 — дросель; 7 — перевідник трубної голівки; 8 — відповідний фланець; 9 — трубна голівка; 10 — хрестовина ялинки

Фонтанна арматура — устаткування гирла фонтанної нафтової і газової свердловин, яке включає трубну головку, фонтанну ялинку, запірні та регулювальні пристрої і призначене для герметизації гирла свердловини, контролю і регулюванню режиму їх експлуатації, а також для проведення різних технологічних операцій.

## Опис
Монтується на гирлі фонтанної свердловини для його герметизації, підвішування ліфтових труб, керування потоками продукції свердловини, контролю і регулюванню режиму їх експлуатації, а також для проведення різних технологічних операцій.
Фонтанна арматура складається із фонтанної ялинки і трубної обв'язки, вона монтується на колонній обв'язці експлуатаційної свердловини і збирається по одній із схем, передбачених відповідним стандартом, яким регламентується шість типових схем для експлуатації фонтанних свердловин та дві типові схеми ялинок (трійникова і хрестова) для експлуатації нагнітальних свердловин (Мал.).
Ф.а. повинна витримувати великий тиск (у випадку повного закриття фонтанної свердловини), давати можливість проводити вимірювання тиску як у ліфтових трубах, так і на виході продукції з свердловини, давати змогу випускати чи запомповувати газ у процесі освоєння свердловини. Колонна головка, розташована в нижній частині Ф.а., служить для підвішування обсадних колон, герметизації міжтрубних просторів та контролю тиску в них. При найпростішій конструкції свердловини (без проміжних технічних колон) замість колонної головки використовують колонний фланець, який встановлюється на верхній трубі експлуатаційної колони. Трубна головка монтується на колонній головці і служить для підвішування і герметизації ліфтових труб при концентричному чи паралельному спуску їх у свердловину. Фонтанна ялинка встановлюється на трубній головці і служить для розподілу та регулювання потоків продукції з свердловини, складається із запірних (засувки, кульові чи конічні крани), регулюючих пристроїв (штуцери постійного чи змінного перетину) та фітингів (котушки, трійники, хрестовини, покришки). Маніфольд зв'язує Ф.а. з трубопроводами. Елементи Ф.а. з'єднуються фланцями чи хомутами. Для ущільнення внутрішніх порожнин використовують еластичні манжети, зовнішніх з'єднань — жорсткі кільця, частіше сталеві. Привод запірних пристроїв ручний, при високому тиску пневматичний чи гідравлічний з місцевим, дистанційним чи автоматичним керуванням. При відхиленні тиску продукції свердловини від заданих меж чи у випадку пожежі на свердловині автоматично закриваються запірні пристрої. Тиск у всіх порожнинах контролюється манометрами. Запірні та регулюючі пристрої можуть дублюватися та замінюватися під тиском при роботі свердловини, можлива також заміна під тиском фонтанної ялинки. Для опускання в працюючу свердловину приладів та іншого обладнання на Ф.а. встановлюють лубрикатор — трубу з сальниковим пристроєм для каната чи кабелю, в якій розміщується обладнання, що опускається у свердловину. Робочий тиск Ф.а. 14-140 МПа, прохідний переріз центрального запірного пристрою 50-150 мм. Ф.а. свердловин морських родовищ з підводним гирлом має спеціальні конструкції для дистанційного збирання та керування.
Основними параметрами фонтанної арматури є діаметр прохідного перетину стовбурової частини фонтанної ялинки і робочий тиск, на котрий розрахована арматура.
Фонтанну арматуру виготовляють для найрізноманітніших умов експлуатації й розрізняють за конструкцією та за міцнісними характеристиками, а саме:
- за робочим тиском (7, 14, 21, 35, 70, 105 МПа);
- за розмірами прохідного стовбура (50, 52, 65, 80, 100, 150 мм);
- за конструкцією фонтанної ялинки: хрестові (АФК) і трійникові (АФТ);
- за кількістю рядів НКТ, які спускають у свердловину: одно- і дворядні;
- за типом запірних пристроїв: із засувками або кранами;
- за типом з'єднання елементів арматури: фланцеві і різьбові;
- за схемою виконання (застосовується вісім схем).

## Історія розвитку
Сучасна фонтанна арматура — результат багаторічної роботи конструкторів і виробничників з удосконалення гирлового устаткування цього виду експлуатаційної свердловини.

Мал. 4. Етапи вдосконалення обладнання для експлуатації свердловин фонтанним способом. 1 — манометр «буферний»; 2 — засувка; 3 — штуцер-дросель; 4 — фонтанний підйомник; 5 — трубна головка фонтанної арматури; 6 — ялинка фонтанної арматури; 7, 8 — трійник; 9 — манометр; 10, 11 — засувка; 12, 14 — засувки-дублери; 13 — засувка стволова; 15 — пакер

Необхідність у фонтанній арматурі виникла у зв'язку з відмовою від підйому вуглеводневої сировини експлуатаційною колоною (малюнок 4.1, а) та початком застосування підйомника й пристроїв для регулювання витрати (дебіту) рідини чи газу фонтанної свердловини за допомогою дроселів, що дістали назву «штуцери», а також для контролю тиску рідини чи газу в підйомнику на усті (буфері) свердловини. Для цього спочатку застосовувалася найпростіша фонтанна арматура (Мал. 4.1, б), що включає трійник, запірний пристрій, вентиль, манометр та штуцер. Запірний пристрій використовувався при заміні штуцера. Необхідність заміни штуцера без зупинення свердловини привела до появи арматури з двома викидними лініями. Ця арматура (Мал. 4.1, в) складається з трьох трійників і трьох запірних пристроїв та штуцерів, сполучення яких почали називати «фонтанна ялинка». Необхідність у контролі тиску в міжтрубному просторі в більш зручній і надійній системі підвіски фонтанного підіймача призвела до доповнення фонтанної арматури вузлом 5, що складається з трійника, запірного пристрою, вентиля й манометра, що дістав назву трубної головки та призначений для утримання колони піднімальних труб. Із цього моменту фонтанна арматура почала виготовлятися з двох головних частин — ялинки і трубної головки.
Зношування вузлів арматури у свердловинах із великими дебітами й високими тисками за наявності в пластовій рідині чи газі навіть невеликих кількостей механічних домішок спричинило необхідність встановлення додаткових запірних пристроїв по стовбуру арматури (малюнок 4.1, г). Необхідність спуску в підйомник працюючої свердловини вимірювальних приладів, засобів депарафінізації зумовила доповнення ялинки арматури лубрикатором, а для його встановлення чи заміни введення ще одного стовбурного запірного пристрою. Це призвело до подальшого зростання вертикальних габаритних розмірів.
Експлуатація свердловин в особливо тяжких умовах унаслідок високих дебітів, тисків, агресивності середовищ, високої температури, великої кількості абразиву зробили необхідною наявність у фонтанній арматурі резервних елементів, насамперед тих, що найбільш часто відмовляють, — запірних пристроїв. Фонтанна арматура при цьому ще більш ускладнилася.

## Елементи конструкції
- Трубна головка — нижня частина фонтанної арматури, яка призначена для підвішування одного або двох рядів насосно-компресорних труб, їх герметизації, а також для виконання технологічних операцій під час освоєння, експлуатації й ремонту свердловини. Трубна головка служить для підвішування одного або двох рядів НКТ за допомогою перехідника або муфти, їх герметизації та виконання технологічних операцій при освоєнні, експлуатації і ремонті свердловини.
- Фланцеві з'єднання. Велике значення для надійності, металоємності, технологічності виготовлення, збирання-розбирання має спосіб стикування елементів фонтанної арматури — трійників, хрестовиків, запірних пристроїв, котушок, вентилів, а також спосіб герметизації цих стиків. Існують кілька способів стикування елементів фонтанної арматури. Найбільш розповсюджений — фланцевий із кріпленням болтами чи шпильками. До недоліків таких з'єднань належать: значна металоємність, велике число болтів (шпильок) і необхідність стабільності кріплення кожного з них, а також чутливість з'єднання до ефекту релаксації. Фланцеві з'єднання зумовили необхідність зварювання литих частин заготовок корпусів трійників та хрестовин зі штампованими, що ускладнює виготовлення й призводить до збільшення обсягу робіт з механічної обробки.
- Різьбово-муфтове з'єднання. Більш просте з'єднання стиків — різьбове з муфтовим з'єднанням, тому що зникає необхідність у фланці, прокладках, великому числі болтів, отворів під них і спрощується збирання — розбирання. Однак нарізне з'єднання збільшує вертикальний розмір арматури.
- Хомутові з'єднання. Останнім часом одержують усе більш широке застосування так названі хомутові з'єднання, що дозволяють різко зменшити розміри фланців деталей, котрі стикуються. Одночасно немає необхідності у великому числі шпильок і отворів під них. Особлива перевага хомутового з'єднання — в різкому прискоренні й спрощенні збирання та розбирання елементів арматури, які стикуються.
- МАНІФОЛЬДИ ФОНТАННИХ АРМАТУР. Фонтанна арматура свердловини з'єднується з промисловими комунікаціями збору пластової рідини чи газу за допомогою маніфольда, що являє собою сполучення трубопроводів і запірних пристроїв, а іноді й клапанів, що обв'язують фонтанну арматуру. Маніфольд служить для підключення до трубного та затрубного просторів агрегатів для проведення різних операцій при пуску й експлуатації свердловини.

При забезпеченні високої надійності елементів запірних пристроїв стає можливим і доцільним, особливо при великих тисках, виготовляти фонтанну арматуру з моноблоків, кожний із який містить кілька елементів арматури: дві–чотири засувки, трійник чи хрестовину. В цьому випадкові взагалі відсутні стики між цими елементами і немає необхідності у їхній герметизації, зменшуються розміри, значно скорочується металоємність.